# Nena
Nena, eg. Gabriele Susanne Kerner, född 24 mars 1960 i Hagen, Nordrhein-Westfalen, Västtyskland, är en tysk sångerska. Hon blev känd internationellt genom hitten 99 Luftballons i mitten av 1980-talet. Hon räknas med 25 miljoner sålda skivor som en av de mest framgångsrika tyskspråkiga musikerna.

## Biografi
Gabriele Susanne Kerner växte först upp i Breckerfeld och familjen flyttade senare till Hagen. Hon har en bror och en syster. Under en semester i Spanien kallades hon av spanjorer för Nena, ett spanskt ord för liten flicka. Familjen började använda Nena som smeknamn. I Hagen gick hon på Christian-Rohlfs-Gymnasium som hon lämnade i förtid efter årskurs elva. Hon började istället en utbildning till guldsmed. Idag bor hon i Hamburg-Rahlstedt. Hon har fått fem barn. Tre med schweiziska skådespelaren Benedict Freitag, varav det första avled av hjärtproblem som orsakades av komplikationer vid födelsen, och två med musikproducenten Philipp Palm. Nena blev även farmor och mormor med två dagars mellanrum under julen 2009.

## Karriär

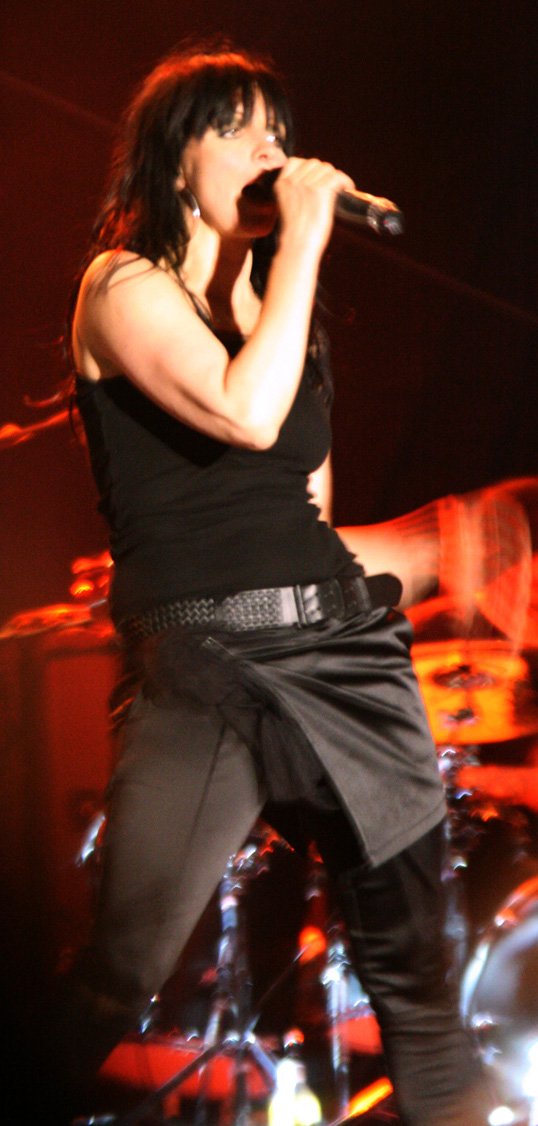
Nena på scenen i Wien 2008.

Tillsammans med sin pojkvän Rolf och två andra medlemmar startade hon 1979 sitt första band, The Stripes. Efter en LP och fyra singlar splittrades bandet. Nena och Rolf flyttade till Västberlin, där de startade ett nytt band 1981 under namnet Nena. Deras första singel, "Nur Geträumt" släpptes 1982. Ett år senare fick de en världshit med låten 99 Luftballons. Förhållandet med Rolf tog slut, efter åtta år, i januari 1987. Tre månader senare, april 1987, splittrades bandet Nena. Sedan dess har Nena varit soloartist.
Vid en omröstning i november 2003 hamnade hon på 38:e plats i tävlingen "tidernas bästa tysk".

### Bandmedlemmar
- Carlo Karges
- Jürgen Dehmel
- Rolf Brendel
- Jörn-Uwe Fahrenkrog-Petersen

## The Stripes
- Rolf Brendel - trummor
- Rainer Kitzmann - gitarr
- Frank Röhler - bas
- Nena Kerner - sång

## Nena
- Nena (Gabriele Susanne Kerner) - Sång
- Rolf Brendel - Trummor
- Carlo Karges - Gitarr
- Uwe Fahrenkrog-Petersen - Synth Yamaha kx-5 och Oberheim Synth m.m
- Jürgen Dehmel - Bas

## Diskografi

### Singlar
- Ecstasy/Normal types 7" -79 (The Stripes)
- Tell me your name/Weekend love 7" -80 (The Stripes)
- Strangers/Lose control 7" -80 (The Stripes)
- Don't you think that I'm a lady/On the telephone 7" -81 (The Stripes)
- Nur geträumt, 1982
- 99 Luftballons, 1983
- Just a dream, 1983
- Leuchtturm, 1983
- 99 Red Balloons, 1983
- ? (Fragezeichen), 1983
- Rette Mich, 1984
- Lass mich dein Pirat sein, 1984
- ? (Question mark), 1984
- Kino (At the movies), 1984
- Irgendwie, irgendwo, irgendwann, 1984
- Feuer und Flamme, 1985
- Haus der drei Sonnen, 1985
- It's all in the game, 1985
- Jung wie du, 1985
- Du kennst die Liebe nicht, 1986
- Mondsong, 1986
- Engel der Nacht, 1987

### Singlar som soloartist
- Wunder gescheh'n, 1989
- Du bist überall, 1990
- Im Rausch der Liebe, 1990
- Lass mich dein Pirat sein (Remix'91), 1991
- Manchmal ist ein Tag ein ganzes Leben, 1992
- Conversation, 1992
- Ohne Ende, 1993
- Viel zuviel Glück, 1993
- Hol mich zurück, 1994
- Ich halt' dich fest, 1994
- Ganz gelassen..., 1997
- Alles was du willst, 1997
- Was hast du in meinem Traum gemacht, 1998
- Ich umarm' die ganze Welt, 1999
- Carpe diem, 2001
- Oldschool, Baby (mit WestBam), 2002
- 99 Luftballons (New Version), 2002
- Leuchtturm (New Version), 2002
- Wunder geschehen (New Version) (als Nena & Friends), 2003
- Anyplace, Anywhere, Anytime (mit Kim Wilde), 2002
- Nur geträumt (New Version), 2003
- Bang Bang (mit Toktok), 2004
- Schade (mit Sam Ragga Band), 2004
- Liebe ist, 2005
- Willst du mit mir gehn, 2005
- Lass mich, 2005
- Caravan of Love (med Duncan Townsend), 2006
- Ich kann nix dafür (som Nena, Olli & Remmler), 2007
- Mach die Augen auf, 2007
- Ich werde dich lieben, 2007
- Mein Weg ist mein Weg, 2007
- Dein Herz für Kinder, 2008 (med Peter Maffay och Rolf Zuckowski)
- Wir sind wahr, 2009
- Du bist so gut für mich, 2010
- In meinem Leben, 2010
- Geheimnis, 2010
- Haus der drei Sonnen, 2010 (med Heppner)

- Strobo Pop, 2011 (Die Atzen mit Nena)
- Let go tonight, 2011 (Kevin Costner & Modern West feat. Nena)
- Hey, hey Wickie, 2011 (feat. K-Rings)

- L.O.V.E., 2011 (mit The BossHoss feat. Rubbeldiekatz)

- Das ist nicht alles, 2012
- Hiding, 2012 (mit Loudboy)
- Besser geht's nicht, 2013
- Lieder von früher, 2015
- Berufsjugendlich, 2015
- Genau jetzt, 2016
- Only you, 2017 (mit Zara Larsson)
- Be my rebel, 2018 (mit Dave Stewart)

- Immer noch hier, 2018 (feat. Sakias Kerner)

### Fullängdsalbum
- The Stripes, 1980
- Nena, 1983
- Fragezeichen, 1984
- Nena - International Version, 1984
- Feuer und Flamme, 1985
- It's all in the game" (engelsk version av Feuer und Flamme), 1985
- Eisbrecher, 1986

### Album som soloartist
- Wunder Gescheh'n, 1989
- Komm lieber Mai..., 1990
- Die Band., 1991
- Bongo Girl, 1992
- Und alles dreht sich, 1994
- Unser Apfelhaus, 1995
- Nena und die Bambus Bären Bande, 1996
- Jamma nich, 1997
- Nenas Weihnachtsreise, 1997
- Wenn alles richtig ist dann stimmt was nich, 1998
- Live, 1998
- Nena macht Rabatz, 1999
- Chokmah, 2001
- Nenas Tausend Sterne, 2002
- Nena feat. Nena, 2002
- Madou und das Licht der Fantasie, 2002
- Nena live Nena, 2004
- Willst Du Mit Mir Gehn, 2005
- Cover me, 2007
- Himmel, Sonne, Wind und Regen, 2008
- Made in Germany, 2009
- Made in Germany Live, 2010
- Best of Nena, 2010
- Du bist gut., 2012
- Oldschool, 2015
- Live at SO36, 2016
- 40 - Das neue Best of Album, 2017
- Licht, 2021

### Blu-Ray
- Nichts Versäumt Live (Dortmund, 29 juni 2018) (2018)

### DVD
- Gib gas, ich will spass, (1983)
- Nena Feat. Nena 20 Jahre dubbel-dvd, (2002)
- Nena Europatour '84, (2006)
- Nena - Made in Germany - Live in Concert (2011)
- Nichts Versäumt Live (Dortmund, 29 juni 2018) (2018)

### VHS
- Europa tour -84

### Fotnoter
1. 1 2  läs online, www.nena.de , läst: 14 januari 2018.[källa från Wikidata]
2. ↑  FemBios databas, FemBio-ID: 20600, läst: 9 oktober 2017.[källa från Wikidata]
3. ↑  Brockhaus Enzyklopädie, Brockhaus Enzyklopädie-ID: nena.[källa från Wikidata]
4. 1 2  läst: 10 juni 2019.[källa från Wikidata]
5. ↑  läs online, The New York Times .[källa från Wikidata]
6. ↑  läs online, www.duduki.net .[källa från Wikidata]
7. ↑  Letterboxd, Letterboxd skådespelar-ID: nena, läst: 4 april 2022.[källa från Wikidata]
8. ↑  Deutsche Synchronkartei, Deutsche Synchronkartei röstskådespelare-ID: 1732, läst: 4 april 2022.[källa från Wikidata]
9. ↑  Der Spiegel, Spiegel-Verlag Rudolf Augstein GmbH & Co. KG, läs online.[källa från Wikidata]
10. ↑  Thomas Hall (8 november 2003). ”Skralt med kvinnor när bästa tysk röstas fram”. Dagens nyheter. http://www.dn.se/nyheter/varlden/skralt-med-kvinnor-nar-basta-tysk-rostas-fram/. Läst 2 februari 2016.